# محمد عبد الرحمن الشمراني
محمد عبد الرحمن الشمراني (1 فبراير 1975، الرياض -) مواطن سعودي معتقل حاليا من قبل الولايات المتحدة الأمريكية في قاعدة غوانتانامو في كوبا. رقم الاعتقال المسلسل الخاص به هو 195. عمل في المساعدات الإنسانية والإغاثة في أفغانستان، وألقي القبض عليه في عام 2001.
تم نقل الشمراني إلى غوانتانامو في 17 يناير 2002، واعتبارًا من أغسطس 2015، تم اعتباره معتقل أبدي، حيث لا يواجه تهمًا معينة، ولكن من الخطير جدًا الإفراج عنهم. وفي 7 أغسطس 2015 ذكرت كارول روزنبرغ في ميامي هيرالد أن الوثائق المقدمة إلى لجنة المراجعة الدورية لعام 2015 بررت استمرار اعتقاله بالأحداث المتوترة وصعود تنظيم الدولة الإسلامية.
أُعيد الشمراني إلى المملكة العربية السعودية في 11 يناير 2016 في ذكرى افتتاح المخيم.

## اعتقاله
في 25 أبريل 2011 نشرت منظمة ويكيليكس المبلغ عنها في السابق تقييمات سرية صاغها محللو فرقة العمل المشتركة في غوانتانامو. وجاء تقييم الشمراني في اثني عشر صفحة طويلة وقعه قائد المعسكر الأدميرال ديفيد م. توماس جونيور وأوصى بمواصلة الاحتجاز بتاريخ 24 أكتوبر 2008.

### فريق عمل مراجعة غوانتانامو
في 21 يناير 2009 أصدر رئيس الولايات المتحدة باراك أوباما ثلاثة أوامر تنفيذية تتعلق باحتجاز الأفراد في غوانتانامو. أنشأ فرقة عمل لإعادة النظر في حالة جميع الأسرى المتبقين، وأعطى الرئيس أوباما فريق العمل عامًا، وأوصوا بالإفراج عن 55 شخصًا تم تقييمهم على أنهم لا يمثلون تهديدًا خطيرًا. أوصوا لمجموعة ثانية من المعتقلين بأن يواجهوا تهم بارتكاب جرائم حرب أمام لجنة عسكرية في غوانتانامو، وأوصوا لمجموعة ثالثة مؤلفة من أفراد لا يمكن اتهامهم بارتكاب جريمة، لأنه لا يوجد دليل على أنهم ارتكبوا جريمة، لكن مع ذلك كانوا يعتبرون خطيرًا جدًا ولا يمكن الإفراج عنهم. الشمراني كان مدرجا في المجموعة الثالثة.